# De Young (museu)
El M. H. de Young Memorial Museum, actualment conegut amb el nom de Young, denominació adoptada per la mateixa institució, és un museu de Belles Arts ubicat en el parc del Golden Gate a San Francisco (Califòrnia) (EUA). Rep el nom d'un periodista de San Francisco anomenat M. H. de Young.
El museu té els seus orígens en el denominat "Fine Arts Building" que formava part de l'Exposició Internacional de Califòrnia del 1894. Va obrir les portes el 1895 com a Memorial Museum. El terratrèmol de 1989 va fer malbé l'edifici del museu. Els arquitectes Jacques Herzog i Pierre de Meuron van dissenyar-ne una nova estructura, i es va reobrir el 15 d'octubre de 2005.
Com a part de l'acord que va crear el Museu de Belles Arts de San Francisco el 1972, la col·lecció de Young d'art europeu es va enviar al Museu Legion of Honor (California Palace of the Legion of Honor). En compensació, el museu de Young va rebre el dret a mostrar el gruix de la col·lecció antropològica, que inclou significatives obres precolombines de Teotihuacán i Perú, així com art tribal indígena de l'Àfrica subsahariana.